# Новиков, Виталий Фёдорович
Виталий Федорович Новиков (3 августа 1937, Заводоуковск — 28 июня 2022) — советский и российский физик, доктор физико-математических наук (1986), профессор Тюменского индустриального университета, заслуженный работник высшей школы.

## Биография
Трудовую деятельность начал во время учёбы в Тюменском педагогическом институте, проработав один год в должности заведующего лабораторией.
В 1961—1964 гг. — в Уральском государственном университете аспирант кафедры «Магнетизм». В 1966 году защитил кандидатскую диссертация по теме «Влияние пластической деформации на магнитные свойства монокристаллов кремнистого железа».
По завершении учёбы в аспирантуре продолжил научную и педагогическую деятельность с 1964 года на кафедре физики в Тюменском государственном нефтегазовом университете старшим преподавателем, с 1968 г. — заведующим кафедрой. В 1970 году был утвержден в ученом звании доцента. С 1986 года — заведующий кафедрой физики № 1, а затем кафедры «Физики, методов контроля и диагностики».
Тема докторской диссертации «Магнитоупругие свойства пластически деформированных и сложно напряженных магнетиков» д.ф.-м.н. (1986), Институт физики металлов, г. Екатеринбург.
Под его руководством защищены 10 кандидатских и одна докторская диссертации.
Скончался 28 июня 2022 года.

## Научная деятельность
Специалист в области физики магнитных явлений в твёрдых телах. Открыл новые эффекты: памяти металла об упругих напряжениях; аномального увеличения магнитоупругой чувствительности сталей на начальных этапах пластической деформации. Создал новый тип автономных запоминающих датчиков пикового значения силы, давления, ускорения и температуры. Занимался исследованием магнитных свойств легированных и конструкционных сталей. Провёл работу по определению напряженного состояния металла трубопроводов, создал экспериментальный прибор диагностирования состояния трубопровода с целью предотвращения его возможных порывов.

## Основные труды
Имеет 25 авторских свидетельства на изобретения. Автор более 200 печатных работ, в том числе 2 монографий:.
- Новиков В. Ф., Фатеев И.Г. Магнитоупругие свойства пластически деформированных и сложнонапряженных магнетиков. — М.: Недра, 1997. — 196 с. — ISBN 5-247-03575-5.

- Новиков В. Ф., Бахарев М.С. Магнитная диагностика механических напряжений в ферромагнетиках. — Тюмень: Вектор Бук, 2001. — 219 с. — ISBN 5-88131-170-1.

## Награды и звания
- Заслуженный работник высшей школы Российской Федерации (2003)
- Медаль «За доблестный труд. В ознаменование 100-летия со дня рождения В. И. Ленина» (1970)
- Медаль «За освоение недр и развитие нефтегазового комплекса Западной Сибири»
- Медаль «Ветеран труда»
- Нагрудный знак «За отличные успехи в работе» Минвуза СССР
- Нагрудный знак «Изобретатель СССР»
- Большая и малая серебряная медаль ВДНХ СССР
- Почётный работник ТюмГНГУ.